# La Nubienne
La Nubienne ("La nubiana") è una scultura di Charles Cordier, realizzata nel 1851 e della quale esistono più versioni.

## Storia

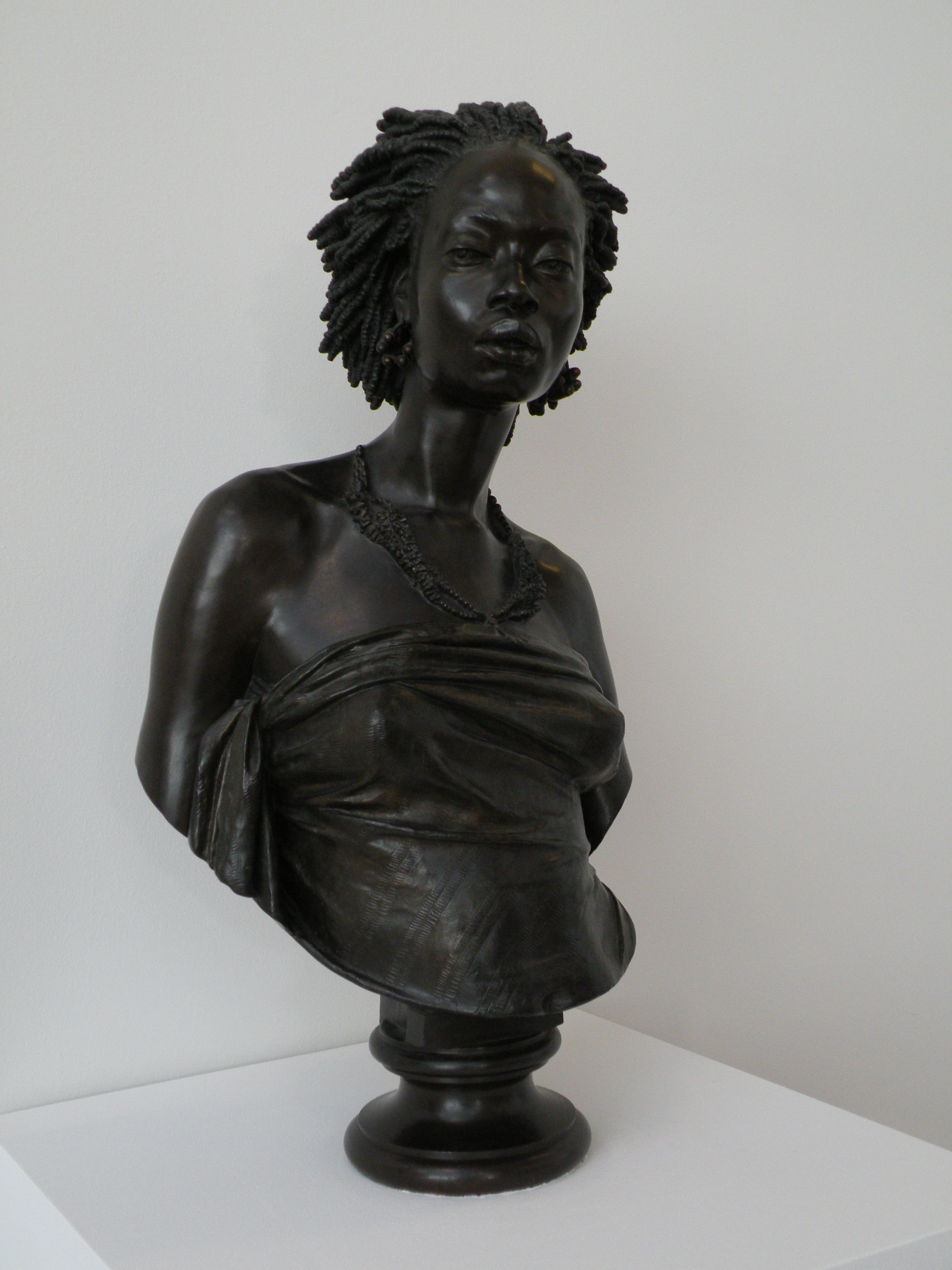
La versione conservata a Le Havre.

L'opera venne esposta al Salone del 1852. La regina Vittoria del Regno Unito acquistò una versione del busto, assieme al suo pendant maschile Le Nubien, dopo che le due opere erano state esposte l'una accanto all'altra all'esposizione internazionale di Londra del 1851.
Lo stato francese acquistò una versione del busto assieme al suo pendant per la sala d'antropologia del giardino delle piante di Parigi.
Nel 1858, delle versioni di queste due opere entrarono nelle collezioni del museo d'arte moderna André Malraux di Le Havre, in seguito a una mostra organizzata dalla Società degli amici delle arti. Nel XVIII secolo Le Havre era stata una città portuale dalla quale partirono molti schiavi neri, pertanto con l'acquisizione di questi due busti a dieci anni di distanza dall'abolizione della schiavitù nelle colonie francesi la città affrontava deliberatamente il proprio passato.
Un'altra versione della Nubienne in bronzo, ma con degli orecchini dorati, chiamata Venere africana, si trova al Walters Art Museum di Baltimora. Al museo d'Orsay è conservata una testa in gesso (la Vénus africaine) che riprende questo soggetto.

## Descrizione
L'opera rappresenta il busto di una giovane dell'Africa subsahariana, più precisamente della Nubia. La giovane ha la testa piena di capelli ricci e porta dei gioielli al collo (una collana) e alle orecchie (degli orecchini) che indicano la libertà ottenuta. Le spalle sono nude, ma il petto è coperto da una veste con delle piccole decorazioni. L'opera fa da pendant al Nubien del 1848, un ritratto dell'ex-schiavo africano Seïd Enkess, il quale aveva colpito il giovane scultore. È interessante notare come, diversamente da quanto accade nel mondo musulmano, la donna non ha il capo coperto da un velo, mentre è proprio l'uomo ad averne uno che gli copre i capelli (si trattava di un riferimento alla condizione di vita precedente del modello, in quanto era indossato dai servi neri dei bianchi).
Nel corso della sua carriera, Cordier realizzò molti busti antropologici che costituiscono una vera e propria "galleria etnografica". I primi gruppi, cioè i due Nubiani e i due Cinesi, ritraggono dei soggetti che l'autore conobbe a Parigi, mentre quelli successivi ritraggono gli abitanti di luoghi visitati dall'autore (come la Romana di Trastevere o la Giovane di Morvan, tipo gallico): l'intento dell'autore era di esprimere la bellezza e la verità delle etnie incontrate nei suoi viaggi.